# Walker, Kalifornien
Walker är en ort i Mono County i delstaten Kalifornien, USA.